# Richard Ayoade
Richard Ayoade (nascut el 23 de maig de 1977) és un còmic, actor, guionista i director de cinema britànic. Va interpretar el paper del tècnic informàtic socialment incòmode Maurice Moss a la sitcom del Canal 4 The IT Crowd (2006–2013), per la qual va guanyar el Premi BAFTA a la millor actuació de comèdia masculina.
Ayoade va ser el president del club Footlights mentre era estudiant a la Universitat de Cambridge. Ell i Matthew Holness van estrenar els seus respectius personatges Dean Learner i Garth Marenghi al Edinburgh Festival Fringe l'any 2000, portant els personatges a la televisió amb Garth Marenghi's Darkplace (2004) i Man to Man with Dean Learner (2006). Va aparèixer als programes de comèdia The Mighty Boosh (2004–2007) i Nathan Barley (2005). Després de dirigir vídeos musicals per a Kasabian, Arctic Monkeys, Vampire Weekend i Yeah Yeah Yeahs, va escriure i dirigir la pel·lícula de comèdia dramàtica Submarí (2010), una adaptació de la novel·la de 2008 de Joe Dunthorne. Va protagonitzar la pel·lícula de comèdia de ciència-ficció estatunidenca The Watch (2012) i la seva segona pel·lícula, la comèdia negra  The Double (2013), es va inspirar en la novel·la de Fiódor Dostoievski del mateix títol.
Ayoade ha aparegut sovint en programes de panells, sobretot a The Big Fat Quiz of the Year, i va ser capità d'equip a Was It Something I Said? (2013). Va presentar els espectacles fets Gadget Man (2013–2015), el seu spin-off Travel Man (2015–2019) i el ressorgiment de The Crystal Maze (2017–2020). També ha donat veu a personatges en diversos projectes d'animació, com ara les pel·lícules The Boxtrolls (2014), Cavernícola (2018),  'The Lego Movie 2: The Second Part (2019), Soul (2020) i  The Bad Guys (2022), així com la sèrie Strange Hill High (2013–2014), Apple & Onion (2018–2021), i Krapopolis (2023-present).
Ayoade ha escrit tres llibres centrats en el cinema còmic: Ayoade on Ayoade: A Cinematic Odyssey (2014), The Grip of Film (2017) i Ayoade on Top (2019), com així com el llibre infantil The Book That No One Wanted to Read (2022), il·lustrat per Tor Freeman.

## Primers anys

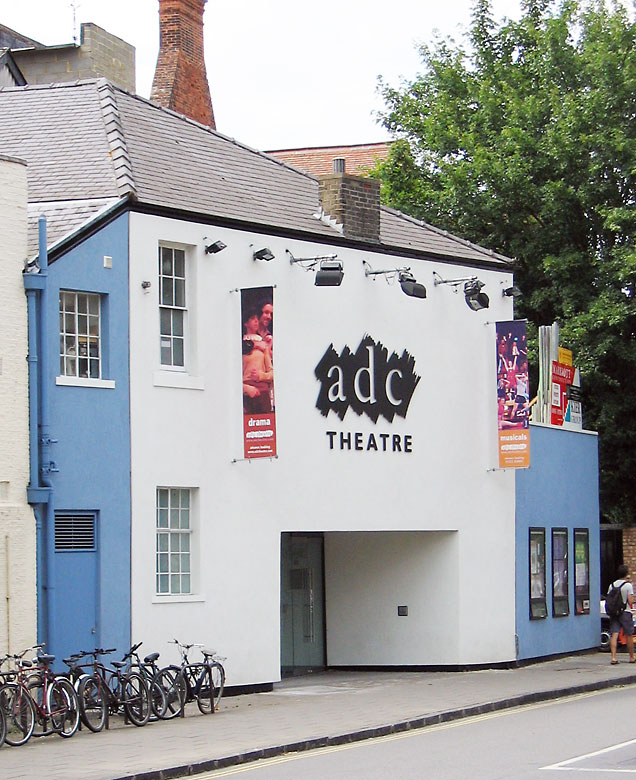
L'ADC Theatre, seu de Footlights

Ayoade va néixer el 23 de maig de 1977 a Hammersmith, Londres, fill d'r mare noruega i pare nigerià. La família es va traslladar a Ipswich quan ell era jove. Als 15 anys, va desenvolupar un interès pel cinema "més enllà de Star Wars i Retorn al futur" i va començar a explorar les obres dels directors Woody Allen, Ingmar Bergman i Federico Fellini. Va estudiar al St Joseph's College independent d'Ipswich, on recorda estar "obsessionat" amb el llibre de J. D. Salinger El vigilant en el camp de sègol. Estava tan obsessionat amb el llibre que va començar a vestir-se com el seu protagonista, Holden Caulfield.
De 1995 a 1998, Ayoade va estudiar dret al St Catharine's College, Cambridge, on va guanyar el premi Martin Steele per a la producció teatral i va ser president del club de teatre amateur Footlights. Ell i el vicepresident de Footlights John Oliver van escriure i actuar a diverses produccions juntes, que van aparèixer als espectacles de gira de Footlights de 1997 i 1998: Emotional Baggage (dirigida per Matthew Holness) i Between a Rock and a Hard Place (dirigida per Cal McCrystal). Ayoade diu que els seus pares no aprovarien estudis considerats de la "Regència britànica", i van afegir que "un títol no professional semblava una indulgència tan estranya". Va dir que la seva llicenciatura en dret ja no era un "recurs" viable per a ell i que hauria de "tornar al punt de partida".

## Carrera

### 2000–2006: Xous de Garth Marenghi iThe Mighty Boosh
Ayoade va coescriure l'espectacle escènic Garth Marenghi's Fright Knight amb Matthew Holness, a qui també va conèixer als Footlights, apareixent a l'espectacle amb Holness a l'Edinburgh Fringe el 2000 on va ser nominada a un Premi Perrier. El programa va veure el debut del personatge de Holness Garth Marenghi, un escriptor de terror de ficció, i el personatge d'Ayoade Dean Learner, l'editor de Marenghi. El 2001, va guanyar el Premi Perrier de Comèdia per coescriure i interpretar a Garth Marenghi's Netherhead, la seqüela de Fright Knight. El 2004, Ayoade i Holness van portar el personatge de Marenghi al Channel 4, creant la sèrie de comèdia de terror Garth Marenghi's Darkplace. Ayoade va escriure, va dirigir i va aparèixer a la sèrie, que va veure Marenghi i Learner protagonitzar un drama de televisió dels anys vuitanta que mai es va emetre. Learner va interpretar Thornton Reed, un administrador de l'hospital. Juntament amb Matt Berry, Ayoade va dirigir, co-escriure i protagonitzar AD/BC: A Rock Opera, que parodia les òperes rock de la vida de Crist i es va emetre a BBC Three el desembre de 2004. Ayoade també va ser escriptor del programa d'esquetxos Bruiser l'any 2000, que va protagonitzar l'antic president de Footlights David Mitchell i Robert Webb, i va incloure Holness. Ayoade va aparèixer en una petita part com a reporter a la pel·lícula de televisió de HBO The Life and Death of Peter Sellers (2004).
Després d'aparèixer a la sèrie de ràdio The Boosh de Julian Barratt i Noel Fielding, Ayoade va formar part del repartiment original del programa de televisió The Mighty Boosh de Barratt i Fielding. Va ser seleccionat originalment per interpretar el paper del perillós vilà Dixon Bainbridge. No obstant això, quan la sèrie de ràdio es va traslladar a la televisió estava sota contracte amb Channel 4 i només va poder actuar en el pilot abans de deixar The Boosh. El paper va ser ocupat pel seu company de Darkplace i eventual coprotagonista de IT Crowd Matt Berry. Més tard va tornar a la segona temporada el 2005, per interpretar el paper del xaman bel·ligerant Saboo. Ayoade va continuar la seva associació amb The Mighty Boosh a la tercera temporada, repetint el seu paper i fent d'editor de guions. El 2005, va interpretar el paper de Ned Smanks i la comedia de situació de Charlie Brooker i Chris Morris Nathan Barley. El personatge Dean Learner d'Ayoade va ressuscitar el 2006 per acollir un programa de xat de comèdia, Man to Man with Dean Learner, al Channel 4. Els diferents convidats eren interpretats cada setmana per Holness. Ayoade va aparèixer a la sèrie de comèdia satírica Time Trumpet l'any 2006, que se situa a la l'any 2031 i va veure Ayoade i altres celebritats rememorant sobre l'any 2007 en endavant.

### 2006–2010:The IT Crowd, vídeos musicals, iSubmarí
El febrer de 2006, Ayoade va començar a interpretar al tècnic informàtic Maurice Moss, tècnicament brillant, però socialment incòmode, a la comedia de situació The IT Crowd a Channel 4, apareixent amb Chris O'Dowd, Katherine Parkinson, Chris Morris i, més tard, Matt Berry. El creador de la sèrie Graham Linehan va escriure la part específicament per a Ayoade. El 2008, Ayoade va guanyar el premi a un actor destacat en una sèrie de comèdia de televisió al Festival de Televisió de Montecarlo per la seva actuació.
El 2009, Ayoade va protagonitzar amb Joel McHale el pilot d'una versió americana de The IT Crowd, repetint el seu paper amb la mateixa aparença i personalitat; tanmateix, no es va encarregar cap sèrie, i el pilot mai es va emetre. L'original The IT Crowd va funcionar durant quatre temporades fins al 2010, amb una emissió especial el 2013, per la qual Ayoade va guanyar un Premi BAFTA a la Millor actuació de comèdia masculina.
El 2007, va dirigir els vídeos musicals de les cançons "Fluorescent Adolescent" d’Arctic Monkeys i "Run -Away" de Super Furry Animals, protagonitzada per Matt Berry. El primer va rebre una nominació als UK Music Video Awards, atribuïda per Ayoade només perquè la cançó era "tan bona". Ayoade ha aparegut sovint com a panelista a The Big Fat Quiz of the Year, sovint amb Noel Fielding, fent la seva primera aparició a The Big Fat Anniversary Quiz l'any 2007, que va marcar el 25è aniversari de Channel 4.
El 2008, Ayoade va dirigir els vídeos musicals de dos senzills de Vampire Weekend: "Oxford Comma", filmat en un long take, i "Cape Cod Kwassa Kwassa". Aquell any també va dirigir vídeos de les cançons de The Last Shadow Puppets "Standing Next to Me" i "My Mistakes Were Made for You", l'últim dels quals es va inspirar en Histoires extraordinaires de Federico Fellini. Va dirigir un DVD en directe d'Arctic Monkeys, At the Apollo (2008), gravat al Manchester Apollo en pel·lícula super 16 mm. Es va veure prèviament als cinemes Vue del Regne Unit l'octubre de 2008 i es va estrenar en DVD el mes següent. Ayoade va ser destacat a la pel·lícula de Paul King del 2009 Bunny and the Bull, interpretant un guia turístic de museus extremadament avorrit. Aquell any també va dirigir dos vídeos musicals per als Arctic Monkeys, "Crying Lightning" i "Cornerstone", i vídeos per al "Vlad the Impaler" de Kasabian protagonitzat per Fielding, i "Heads Will Roll" de Yeah Yeah Yeahs.
El 2010, Ayoade va fer el seu primer llargmetratge com a director, Submarí, una comèdia dramàtica coming-of-age que va adaptar de Joe Dunthorne la novel·la homònima del 2008. La pel·lícula està protagonitzada pels nouvinguts Craig Roberts i Yasmin Paige amb Sally Hawkins, Noah Taylor i Paddy Considine. Segueix l'adolescent gal·lès Oliver Tate (Roberts) mentre s'enamora d'una companya de classe (Paige) i la confusió de la fallida relació dels seus pares. Produït per Warp Films i Film4, es va estrenar al 35è Festival Internacional de Cinema de Toronto el setembre de 2010, es va estrenar generalment al Regne Unit el març de 2011 i es va estrenar al juny als EUA després de ser recollit per the Weinstein Company per a Amèrica del Nord. El líder d'Arctic Monkeys i The Last Shadow Puppets Alex Turner va contribuir amb cinc cançons originals a la banda sonora, inspirades en la música de Simon & Garfunkel a El graduat (1967). La pel·lícula va ser rebuda positivament per la crítica, amb la crítica de The Guardian Peter Bradshaw anomenant Ayoade una "una nova veu tremenda al cinema britànic".Ayoade va ser nominat per a un BAFTA per a Debut destacat per un escriptor, director o productor britànic als 65ns Premis BAFTA.

### 2011–present: cinema convencional, escriptura satírica i presentació televisiva
El 2011, Ayoade va dirigir l'episodi "Critical Film Studies" de la segona temporada Community. L'episodi ret homenatge a la pel·lícula de 1981 My Dinner with Andre i va ser nomenada la "mitja hora de televisió més brillant que ha arribat en aquest segle" per l'escriptor de Rolling Stone Rob Sheffield. Aleshores, Ayoade va dirigir una actuació de la gira mundial de monòlegs del còmic Tommy Tiernan, Crooked Man, que es va estrenar el novembre de 2011. Ayoade va proporcionar la seva veu al repartiment principal de la mal rebuda comèdia animada de Channel 4 Full English, que es va emetre durant només cinc episodis el 2012 abans de ser cancel·lada. Ayoade va coprotagonitzar Ben Stiller, Vince Vaughn, i Jonah Hill en la comèdia de ciència-ficció The Watch sobre un grup de vigilància veïnal que descobreix forces alienígenes que amenacen el món. La pel·lícula no va ser ben rebuda per la crítica, tot i que l'actuació d'Ayoade va ser elogiada. Keith Phipps de The A.V Club va considerar que els "punts més brillants" de la pel·lícula van ser cortesia d'Ayoade, mentre que Michael Phillips de Chicago Tribune va pensar que Ayoade era "la raó per la qual no és del tot coixa". També el 2012, Ayoade va començar a donar veu a Todd Lagoona, un tauró martell antropomòrfic que era un personatge recurrent a Noel Fielding's Luxury Comedy.

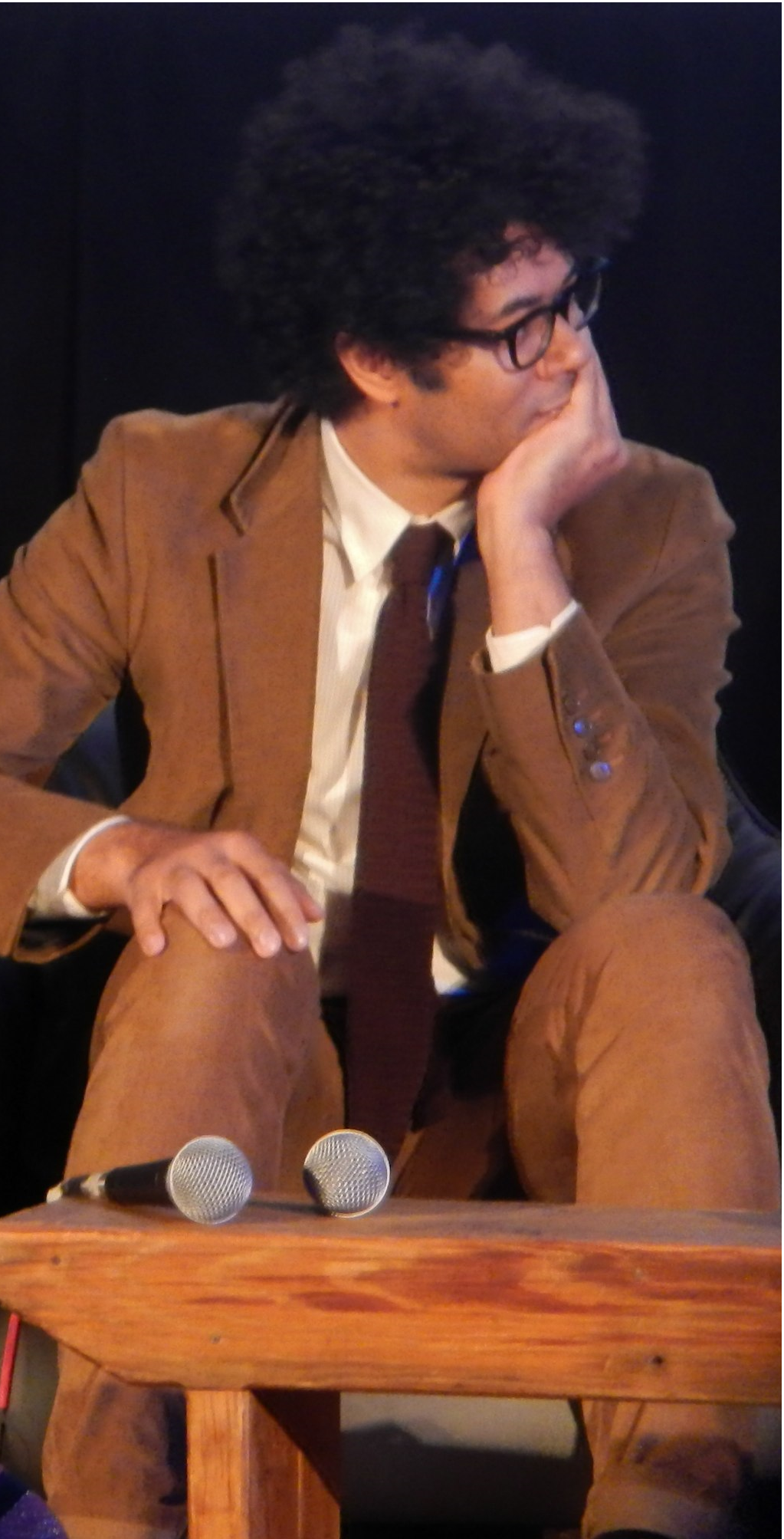
Ayoade al Festival de Cinema de Sundance de 2014

Del 2013 al 2014, Ayoade va donar veu a Templeton, el nerd de la classe, a la sèrie d'animació de CBBC Strange Hill High.Va substituir Stephen Fry com a presentador a la segona temporada de Gadget Man de Channel 4 el setembre de 2013, i també va presentar una tercera i quarta temporada. La sèrie presentava a Ayoade presentant una varietat de productes innovadors i gadgets. També va ser l'amfitrió de la sèrie derivada Travel Man, on va passar 48 hores en un lloc diferent a cada episodi amb un convidat famós. Va ser capità d'equip al programa de panells de Channel 4 Was It Something I Said?, que va començar a emetre's l'octubre de 2013 i va protagonitzar David Mitchell com a amfitrió i Micky Flanagan com a company de capità de l'equip. També el 2013, Ayoade va llegir el llibre infantil de Roald Dahl Els Culdolla per a l'audiollibre que Penguin Audio i Virgin Media van llançar una campanya publicitària protagonitzada pel velocista jamaicà Usain Bolt amb la veu d'Ayoade. Va proporcionar la veu en off de la campanya de l'iPhone 6 d'Apple al Regne Unit amb Chris O'Dowd el 2014. També apareix a 8 out of 10 Cats Does Countdown de Channel 4, normalment almenys una vegada per temporada.
El segon llargmetratge d'Ayoade, el thriller de comèdia negra The Double, es va basar en la novel·la de Fiódor Dostoievski de 1846 El doble; va ser escrit per Ayoade i Avi Korinei protagonitzat per Jesse Eisenberg i Mia Wasikowska. Es tracta d'un home tímid que se sent frustrat per l'aparició del seu encantador doppelgänger, tots dos interpretats per Eisenberg. Va ser llançat l'abril de 2014 amb crítiques generalment positives, fent comparacions amb Brazil (1985) de Terry Gilliam en les seves imatges i narrativa. En la pel·lícula de fantasia animada en stop-motion The Boxtrolls (2014), Ayoade posa veu a Mr. Pickles, un sequaç de l'antagonista de la pel·lícula Snatcher (amb la veu de Ben Kingsley).
El primer llibre d’Ayoade, Ayoade on Ayoade: A Cinematic Odyssey, va ser publicat per Faber and Faber l'octubre de 2014. Parodia la sèrie Directors on Directors de Faber, on cineastes famosos de la crítica parlen del seu treball, i veu que Ayoade fa diverses entrevistes de ficció amb ell mateix on parla del seu treball i entusiasme pel món del cinema. Ayoade va donar veu a un ninot de neu dolent en diversos episodis del reboot de 2015 de la sèrie d'animació Danger Mouse. El juny de 2016, va dirigir un vídeo musical breu per a la cançó de Radiohead "Tinker Tailor Soldier Sailor Rich Man Poor Man Beggar Man Thief", com a part d'una sèrie de vinyetes de vídeo per promocionar el seu àlbum A Moon Shaped Pool.
Ayoade va assumir el càrrec d'amfitrió del programa de jocs de Channel 4 The Crystal Maze el 2017, després de l'èxit d'un renaixement especial benèfic de celebritats organitzat per Stephen Merchant. El seu estil de presentació ha estat descrit com "una versió més cerebral i intensa" del seu personatge Maurice Moss d’IT Crowd. Ayoade va fer un cameo a la seqüela de comèdia Paddington 2 com a investigador forense el 2017 i va formar part del repartiment de veu de la sèrie d'animació de Vampire Weekend Ezra Koenig Neo Yokio el mateix any. El seu segon llibre, The Grip Of Film, es va publicar l'octubre de 2017. Escrit des de la perspectiva d'una pel·lícula sense pistes el fanàtic Gordy LaSure, al seu cànon hi ha una A a la Z de les pel·lícules i el que les fa bones tenen notes al peu d'Ayoade. A partir de finals de 2017, ha convidat va acollir una sèrie d'episodis del programa Have I Got News for You. Ayoade va protagonitzar un anunci de HSBC el 2018, que abordava l'impacte cultural d'altres països al Regne Unit abans del Brèxit; apareix en quatre més els anys següents Ayoade va posar veu a Treebor, un home de les cavernes de l'Edat de Pedra la comèdia stop-motion d’Aardman Animations Cavernícola (2018).
Des del febrer de 2018, Ayoade ha donat veu a Onion, un dels personatges del títol de la sèrie d'animació de  Cartoon Network Apple & Onion. També va tornar a la direcció de vídeos musicals el 2018, dirigint el vídeo inspirat en la ciència-ficció de la cançó de The Breeders "Spacewoman". Ayoade va aparèixer en un paper secundari com a artista pompós a les dues parts del drama de Joanna Hogg The Souvenir. Va prestar la seva veu com a cucurutxo de gelat parlant a la seqüela de comèdia animada The Lego Movie 2: The Second Part (2019), que també va incloure Noel Fielding– i la versió anglesa de la sèrie finlandesa Muumilaakso. Ayoade va oferir el treball de veu per a la sèrie de Star Wars Disney+ The Mandalorian (2019) on va donar veu a droid Zero en un paper recurrent. També frena la seva veu per a la comèdia animada de fantasia per a adults Disenchantment (2021) a Netflix, on va donar veu al personatge Alva Gunderson.
Ayoade on Top, el seu tercer llibre publicat per Faber i Faber, és una oda irònica a la comèdia romàntica denostada per la crítica View from the Top protagonitzada per Gwyneth Paltrow. El Financial Times va incloure Ayoade on Top a la seva col·lecció dels millors llibres del 2019 i Ayoade va ocupar el lloc 33è dels 50 millors humoristes del segle XXI en una llista del 2019 publicada per The Guardian.
El maig de 2020, es va anunciar que Ayoade acollirà els Premis BAFTA de televisió de 2020, que es va celebrar a porta tancada a causa de la pandèmia de la COVID-19. Va tornar per presentar les cerimònies de 2021 i 2022.
El setembre de 2023, Ayoade va rebre una reacció a les xarxes socials després d'aprovar les memòries de l'escriptor de televisió i activista antitransgènere Graham Linehan, amb qui havia treballat a The IT Crowd.

## Influències
Ayoade és un fan del cinema de la nouvelle vague i va dir en una entrevista a The Guardian que Zazie dans le métro de Louis Malle va ser la pel·lícula que va despertar el seu interès per fer cinema. Entre els seus cineastes favorits destaquen Malle, Woody Allen, Ingmar Bergman, Orson Welles, Jean-Luc Godard, Jean-Pierre Melville, i Paul Thomas Anderson.
Ayoade va participar en l'enquesta dels directors de Sight & Sound de 2012, on va enumerar les seves 10 pel·lícules preferides: L'apartament, Males terres, Barry Lyndon, Delictes i faltes, Make Way for Tomorrow , Le Mépris, La paraula, Persona, Toro salvatge , i Contes de Tòquio.

## Vida personal
El 2007, Ayoade es va casar amb Lydia Fox, membre de la família Fox d'actors. Tenen dos fills i viuen a la zona d'East Dulwich de Londres. Ayoade i el seu cunyat, l'actor Laurence Fox, es van involucrar en una baralla pública vocal el 2020, quan Fox va demanar a Ayoade que li anunciés el seu suport a Twitter després d'una aparició controvertida a Question Time. L'episodi en qüestió va ser condemnat per permetre a Fox com a convidat, en particular quan va dir a una dona negra de l'audiència que parlar sobre el racisme era "avorrit". Segons Fox, Ayoade li va dir que "mai no has patit racisme". Fox que li havia dit a Ayoade que sí, perquè "va treballar una vegada a Kenya" i "el racisme pot ser deferent"

## Filmografia
| Encara no publicada | Denota obres que encara no s'han publicat |

### Cinema
| Any  | Títol                               | Paper                         | Notes |
| ---- | ----------------------------------- | ----------------------------- | --- |
| 2003 | Hello Friend                        | Informàtic                    | Curtmetratge |
| 2004 | The Life and Death of Peter Sellers | Fotògraf de bodes             | Telefilm |
| 2005 | Festival                            | Dwight Swan                   | |
| 2008 | At the Apollo                       | N/D                           | Pel·lícula de concert; director |
| 2009 | Bunny and the Bull                  | Curador de museu              | |
| 2010 | Submarí                             | N/D                           | Director i guionista Premis British Independent Film al millor guió Premi Directors to Watch del Festival Internacional de Cinema de Palm Springs Premi Giffoni Film Festival a la millor pel·lícula Nominada—BAFTA al millor director, guionista o productor britànic novell Nominada—Premi del Cercle de Crítics de Londres al cineasta britànic innovador Nominat—Premi Evening Standard de cinema britànic al nouvingut més prometedor Nominat—Premi del Sindicat de Guionistes de la Gran Bretanya al millor guió de pel·lícula |
| 2012 | The Watch                           | Jamarcus                      | |
| 2013 | The Double                          | N/D                           | Director i guionista Nominated—Premi del Festival de Cinema de Londres a la millor pel·lícula Nominada—Black Reel Award a la millor pel·lícula estrangera Nominada —Gran Premi del Tallinn Black Nights Film Festival Nominat—Gran Premi del Festival Internacional de Cinema de Tòquio |
| 2014 | The Boxtrolls                       | Mr. Pickles                   | Veu |
| 2017 | Paddington 2                        | Investigador forense          | Cameo |
| 2018 | Cavernícola                         | Treebor                       | Veu |
| 2019 | The Lego Movie 2: The Second Part   | Gelat de crema                | Veu |
| 2019 | The Souvenir                        | Patrick                       | |
| 2020 | Soul                                | Conseller Jerry B             | Veu |
| 2021 | 22 vs. Earth                        | Conseller Jerry B             | Veu Curtmetratge |
| 2021 | The Souvenir Part II                | Patrick                       | Nominat—Premi British Independent Film al millor actor secundari |
| 2021 | The Electrical Life of Louis Wain   | Henry Wood                    | |
| 2022 | The Bad Guys                        | Professor Rupert Marmalade IV | Voice |
| 2023 | The Wonderful Story of Henry Sugar  | Dr. Marshall / The Great Yogi | Curtmetratge |
| 2023 | The Rat Catcher                     | Editor/Reporter               | Curtmetratge |
| 2025 | The Bad Guys 2                      | Professor Rupert Marmalade IV | Rol de veu; en producció |
| TBA  | The Semplica-Girl Diaries           | Lloyd Turner                  | També director i coguionista |

### Televisió
| Any             | Títol                                  | Paper                        | Notes                                                                                         |
| --------------- | -------------------------------------- | ---------------------------- | --------------------------------------------------------------------------------------------- |
| 1982–1986       | Knight Power                           | Maximillian Finnah           | Voice                                                                                         |
| 2000            | Bruiser                                | N/D                          | Escriptor material addicional                                                                 |
| 2004            | Garth Marenghi's Darkplace             | Dean Learner / Thornton Reed | 6 episodis; també co-creador, guionista, i director                                           |
| 2004            | AD/BC: A Rock Opera                    | Joseph                       | Especial de televisió; també guionista i director                                             |
| 2004–2007       | The Mighty Boosh                       | Saboo                        | 5 episodis; també editor de guió i escriptor de l’episodi episodi: "The Chokes"               |
| 2005            | Nathan Barley                          | Ned Smanks                   | 6 episodis                                                                                    |
| 2006            | Man to Man with Dean Learner           | Dean Learner                 | 6 episodis; també co-creador, guionista, director, i productor executiu                       |
| 2006            | Time Trumpet                           | Ell mateix                   | 6 episodis                                                                                    |
| 2006            | Snuff Box                              | Music Show Host              | 2 episodis                                                                                    |
| 2006–2010, 2013 | The IT Crowd                           | Maurice Moss                 | 25 episodis British Academy Television Award a la millor actuació de comèdia masculina (2014) |
| 2007–present    | The Big Fat Quiz                       | Ell mateix (panelista)       | 18 episodis                                                                                   |
| 2011            | Community                              | N/D                          | Dirigí l’episodi: "Critical Film Studies"                                                     |
| 2011            | Crooked Man                            | N/D                          | Monòleg especial; director                                                                    |
| 2012            | Full English                           | Edgar                        | Veu 6 episodis                                                                                |
| 2012–2014       | Noel Fielding's Luxury Comedy          | Diversos personatges         | 6 episodis                                                                                    |
| 2013            | Was It Something I Said?               | Ell mateix (panelista)       | 8 episodis                                                                                    |
| 2013–2014       | Strange Hill High                      | Templeton                    | Veu 26 episodis                                                                               |
| 2013–2015       | Gadget Man                             | Ell mateix (convidat)        | 19 episodis                                                                                   |
| 2015            | The Vicar of Dibley                    | Bernard                      | Episodi: "The Bishop of Dibley"                                                               |
| 2015–2018       | Danger Mouse                           | Home de neu                  | Veu 4 episodis                                                                                |
| 2015–2019       | Travel Man                             | Ell mateix (hoste)           | 39 episodis                                                                                   |
| 2016            | Alan Davies: As Yet Untitled           | Ell mateix                   | Episodi: A Penis Poking Through The Window                                                    |
| 2017–2018       | Neo Yokio                              | Herbert Sims                 | Veu 4 episodis                                                                                |
| 2017–2020       | The Crystal Maze                       | Ell mateix (hoste)           | 45 episodis                                                                                   |
| 2017–present    | Have I Got News for You                | Ell mateix (convidat)        | 11 episodis                                                                                   |
| 2018–2021       | Apple & Onion                          | Onion / Soda Can / Eclair    | Veu 76 episodis                                                                               |
| 2019            | Moominvalley                           | El Fantasma                  | Veu 2 episodis                                                                                |
| 2019–2020       | The Mandalorian                        | Q9-0                         | Veu 2 episodis                                                                                |
| 2020            | 2020 British Academy Television Awards | Ell mateix (hoste)           | Especial de televisió                                                                         |
| 2020–2021       | Hypothetical                           | Ell mateix (panellista)      | 2 episodis                                                                                    |
| 2021            | Code 404                               | B.R.I.A.N.                   | Veubr/>3 episodis                                                                             |
| 2021            | 2021 British Academy Television Awards | Ell mateix (hoste)           | Especial de televisió                                                                         |
| 2021–2022       | Question Team                          | Ell mateix (hoste)           | 16 episodis                                                                                   |
| 2021–2023       | Disenchantment                         | Gordy / Alva Gunderson       | Veu 10 episodis                                                                               |
| 2022            | 2022 British Academy Television Awards | Ell mateix (hoste)           | Especial de televisió                                                                         |
| 2022–present    | Rugrats                                | Duffy                        | Veu 6 episodis                                                                                |
| 2023            | Kung Fu Panda: The Dragon Knight       | Kyle                         | Veu 2 episodis                                                                                |
| 2023            | Black Mirror                           | La seva pròpia veu actual    | Veu Episodi: "Loch Henry"                                                                     |
| 2023— present   | Krapopolis                             | Tyrannis                     | Veu principal                                                                                 |
| 2024            | Monsters at Work                       | Declan                       | Veu 4 episodis                                                                                |
| 2024            | Transformers: Earthspark               | Fairmaestro                  | Veu Episodi: "The Butterfly Effect"                                                           |
| 2024            | Bob Esponja                            | Sammy Suckerfish             | Veu Episodi: "Sammy Suckerfish"                                                               |
| 2024            | Hamster & Gretel                       | Clem Clam                    | Veu Episodi: "Hakuna Ma Kevin"                                                                |
| 2024            | Dream Productions                      | Xeni                         | Veu                                                                                           |

### Videojocs
| Any  | Títol | Paper | Notes |
| ---- | ----- | ----- | ----- |
| 2025 | Fable | Dave  |       |

### Vídeos musicals dirigits
| Any  | Artista                 | Cançó                                                                                  |
| ---- | ----------------------- | -------------------------------------------------------------------------------------- |
| 2007 | Arctic Monkeys          | "Fluorescent Adolescent"                                                               |
| 2007 | Super Furry Animals     | "Run-Away"                                                                             |
| 2008 | Vampire Weekend         | "Oxford Comma"                                                                         |
| 2008 | The Last Shadow Puppets | "Standing Next to Me"                                                                  |
| 2008 | The Last Shadow Puppets | "My Mistakes Were Made for You"                                                        |
| 2008 | Vampire Weekend         | "Cape Cod Kwassa Kwassa"                                                               |
| 2009 | Kasabian                | "Vlad the Impaler"                                                                     |
| 2009 | Arctic Monkeys          | "Crying Lightning"                                                                     |
| 2009 | Arctic Monkeys          | "Cornerstone"                                                                          |
| 2009 | Yeah Yeah Yeahs         | "Heads Will Roll"                                                                      |
| 2016 | Radiohead               | "Tinker Tailor Soldier Sailor Rich Man Poor Man Beggar Man Thief" Short video vignette |
| 2018 | The Breeders            | "Spacewoman"                                                                           |